# Tapolcsányi Lőrinc
Tapolcsányi Lőrinc (Rosindol, 1669. július 27. – Nagyszombat, 1729. szeptember 30.) bölcseleti és teológiai doktor, Jézus-társasági áldozópap és egyetemi tanár.

## Élete
A bölcseletet a bécsi egyetemen mint a Pázmányintézet növendéke tanulta. 1790-ben a Jézus-társaságba lépett és próbaidejét a bécsi szent Anna-féle házban töltötte. A hittudományokat a grazi egyetemen tanulta, ahol a bölcselet- és hittudomány doktorává avattatott. Grazban kezdte tanári pályáját az erkölcstan előadásával; onnan a nagyszombati egyetemre küldték és ott kilenc hónap kivételével, melyet mint a Pázmány-intézeti növendékek igazgatója Bécsben töltött, élete végéig működött. Tanította a bölcseletet, kánonjogot, hittant; az egyetemi kancellárságot három évig helyettesként (1712–1714), utóbb még hat évig viselte (1722–1727); az egyetemnek két ízben (1719–1721 és 1729) rektora volt. A kanoni jogban bő és mély tudománnyal bírt; mint az esztergomi szentszéknek tevékeny tagja a legnagyobb elismerésben részesült. Az ország prímása, Szász Keresztély Ágost herceg szövevényesebb ügyekben mindenkor tanácsával élt.

## Művei
- Duodena Conclusionum Animasticarum Quaestionibus curiosis illustrata Et Thesibus ex Universa Philosophia adnexa... 1706. Tyrnaviae
- ACaDeMICVs Ens Naturale Per Questiones Philosophicas CoMpenDIose ControVertens... Uo. (1706) Három rész
- Animastica. Thesibus ex Universa Philosophia proposita... Uo. 1706
- Axiomata Christiano Politica Discursibus Ethicis e Senecae Cordubensis Philosophi operibus collectis, illustrata... Uo. 1706
- Fax Ignatiana opere et doctrina lucens et ardens, sub S. Patriarchae sui Ignatii coelesti favore cum praecipuis aeternae veritatis axiomatis, et quotidianis sancti ejusdem Affectibus periphrasi metrica. Uo. 1717
- Idea stenui fidei div. propugnatoris et amplificatoris S. Ignatius de Loyola. Uo. 1718
- Az igaz hitnek és csalatkozható reguláiról való munkácska. Mellyben megmutattatik, hogy semmit sem lehet hinni, vagy a hit dolgában támadott és támadható egyenetlenségeket el igazítani: ha csak az anyaszentegyház értelmihez, és kézről-kézre adott s a régi szent atyáktól közönségesen bé vett hagyományokhoz, vagy traditiókhoz nem folyamódunk. Ki adatott pedig e könyvecske először deák nyelven edgy Jesus társaságbeli paptól; most pedig azon társaságbeli más t. paptól magyar nyelvre fordítatott. Uo. 1724 (Névtelenül)
- Theses theologicae de peccatis, gratia et merito... ex praelectionibus suis academicis elucidatae. Uo. 1727
- Theses theologicae de Deo uno et trino... ex praelectionibus suis academicis elucidatae... Uo. 1727
- Centuria Casuum ex Academicis qua Decretalibus, qua Theologicis Praelectionibus... in universitate Tyrnaviensi. Viennae, 1728. Két kötet (Mely az előbb megjelent «Quinquagena»-nak Tyrnaviae, 1716, bővített kiadás)